# 바르샤바 봉기 기념물

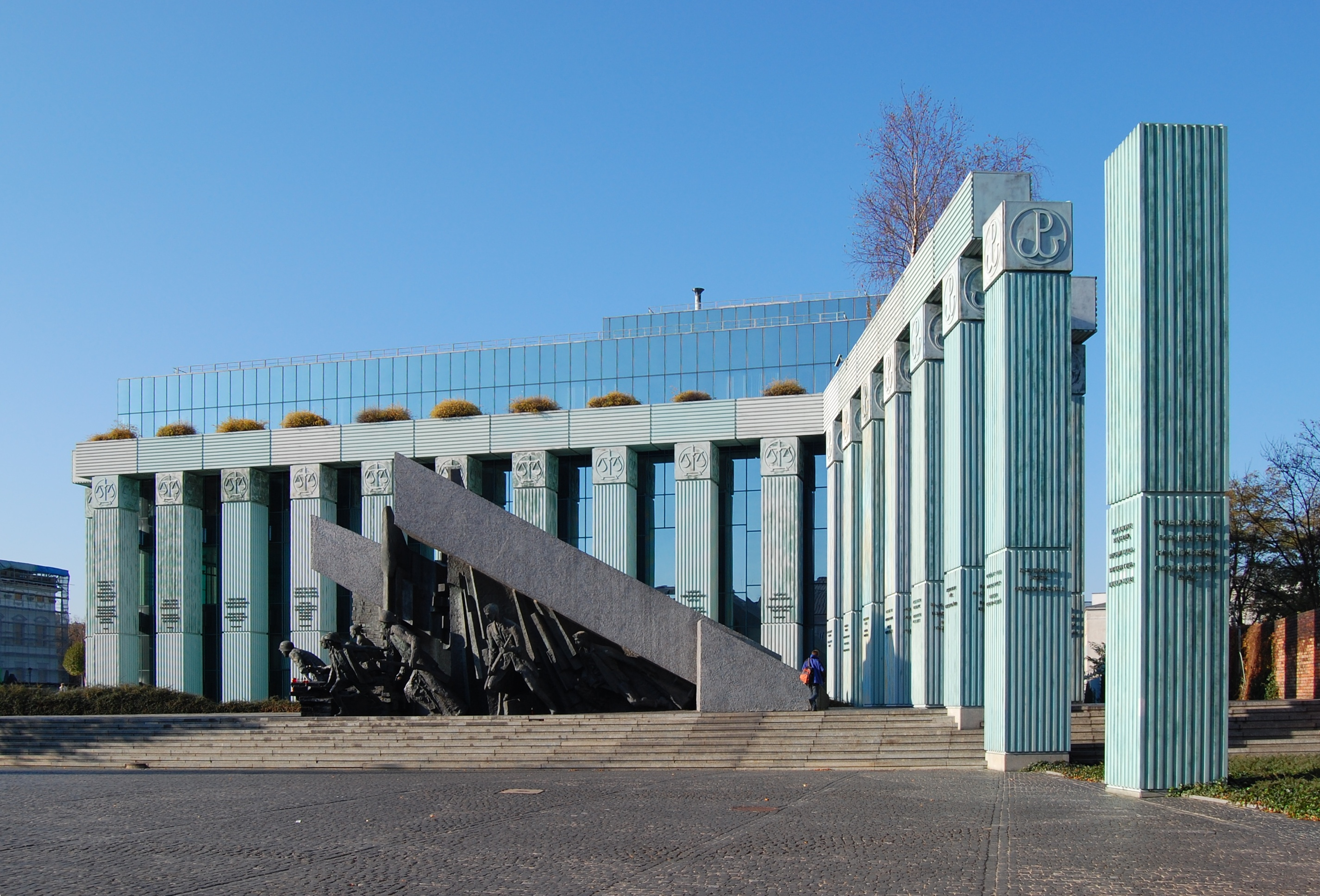
바르샤바 봉기 기념물

바르샤바 봉기 기념물(폴란드어: Pomnik Powstania Warszawskiego)은 폴란드 마조프셰주 바르샤바에 있는 기념물이다. 1944년 바르샤바 봉기를 기념한다. 1989년에 공개되었으며, 야체크 부딘이 디자인하고 윈센티 쿠치마가 조각했다. 크라신스키 광장의 남쪽에 있다.
이 기념물은 "전쟁 후 바르샤바의 가장 중요한 기념물"로 묘사되었다.